# We Are the Winners
"We Are the Winners" var Litauens bidrag till Eurovision Song Contest 2006, och sjöngs av LT United.
Låten buades ut. Då Litauen inte kvalat in till Eurovision Song Contest 2005, och framfördes först i semifinalen. Den framfördes som nummer 18 ut den kvällen, efter Nederländernas Treble med Amambanda och före Portugals Nonstop med Coisas de nada. När omröstningen var över hade låten fått 163 poäng, och slutade femma, vilket ledde Litauen till final.
I finalen startade den som nummer 14 ut, efter Bosnien och Hercegovinas Hari Mata Hari med Lejla och före Storbritanniens Daz Sampson med Teenage Life. Då omröstningen var färdig hade den fått 162 poäng, och slutade sexa, vilket kvalificerade Litauen för kommande års tävling. Flest poäng fick den av Storbritannien och Irland. Då Lordis låt vunnit, sjöng de refrängen till We Are The Winners då de gick in på presskonferensen.
LT United spelade också in en version för VM i fotboll 2006 med ny text ("We are the winners/Are you with us"). Denna version blev tillgänglig för alla deltagande lag, sedan Litauen inte kvalat in. Refrängen sjöngs live av Robbie Williams på Kung Baudouin-stadion i Bryssel den 13 juni 2006.

## Listplaceringar
| Lista (2006)            | Topplacering |
| ----------------------- | ------------ |
| Finländska singellistan | 14           |